# Cynthia Mathez
Cynthia Mathez (* 10. Oktober 1985 im Berner Jura) ist eine Schweizer Badmintonspielerin. Sie startet im Parabadminton in der Rollstuhlklasse WH1. Mathez gehört zur schweizerischen Parabadminton-Nationalmannschaft und gewann 2018 in Rodez bei der Badminton-Europameisterschaft für Behinderte mit ihrer Doppelpartnerin Karin Suter-Erath Gold.

## Sportliche Laufbahn
Cynthia Mathez war zunächst als Judoka, Rugbyspielerin und Autorennfahrerin sportlich aktiv. 2009 erkrankte sie an Multipler Sklerose, und seit 2015 nutzt sie einen Rollstuhl. Sie wollte zunächst Rollstuhlrugby betreiben, dagegen äusserten ihre Ärzte allerdings Bedenken. Daraufhin wandte sie sich dem Parabadminton zu.
Mathez nahm erstmals 2017 in Ulsan an einer Badminton-Weltmeisterschaft für Behinderte teil und erreichte im Doppel mit Karin Suter-Erath den Viertelfinal. Im Mixed schied sie mit Christian Hamböck in der Gruppenphase aus. 2018 war sie bei der Europameisterschaft in Rodez erfolgreich und gewann im Doppel mit Karin Suter-Erath Gold, im Einzel schied sie im Viertelfinal aus. Bei der WM in Basel schied sie im Doppel und im Mixed jeweils in der Gruppenphase aus. Mathez nahm an den Sommer-Paralympics 2020 in Tokio teil, wurde Siebte im Einzel und erreichte im Doppel mit Karin Suter-Erath den vierten Rang. Bei den Winter-Paralympics 2022 in Peking nahm sie als Ersatzspielerin im Schweizer Rollstuhlcurling-Team teil. Sie nahm an den Sommer-Paralympics 2024 in Paris teil und erreichte im Doppel mit Ilaria Renggli den 4. Rang; im Einzel schied sie in der Gruppenphase aus.